# Numerical Recipes
Numerical Recipes (dt. „Numerische Rezepte“, Untertitel: „The Art of Scientific Computing“, „Die Kunst des wissenschaftlichen Rechnens“) von William H. Press, Saul Teukolsky, William T. Vetterling und Brian P. Flannery, erschienen beim Verlag Cambridge University Press, ist ein englischsprachiges Fachbuch über Methoden der numerischen Mathematik.
Es bietet neben der Erläuterung und Beschreibung numerischer Verfahren aus der kompletten Bandbreite der numerischen Mathematik auch Programmcodes für deren Implementierung in den Programmiersprachen Pascal, Fortran, C und in der aktuellen Version C++.

## Referenzen

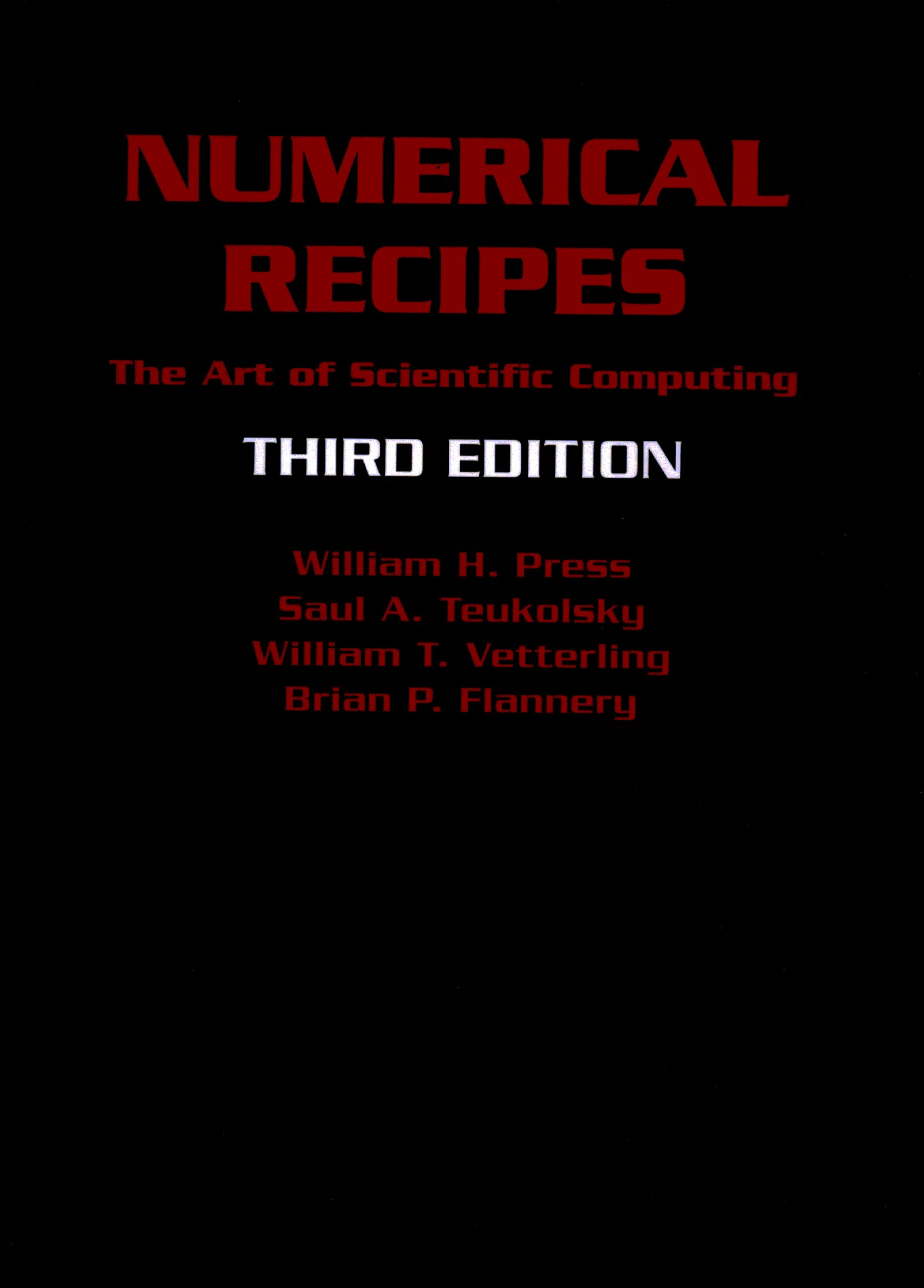
Numerical Recipes: The Art of Scientific Computing (Third Edition), in C++

Das Buch ist 2007 in der dritten erweiterten Auflage erschienen. Bisher wurden sechs Versionen der Numerical-Recipes-Reihe veröffentlicht:
- Numerical Recipes in Pascal. The Art of Scientific Computing. 1989, ISBN 0-521-37516-9.
- Numerical Recipes in C. The Art of Scientific Computing. 2. Auflage. 1992, ISBN 0-521-43108-5.
- Numerical Recipes in Fortran. The Art of Scientific Computing. 2. Auflage. 1992, ISBN 0-521-43064-X.
- Numerical Recipes in Fortran 90. The Art of Parallel Scientific Computing. 2. Auflage. 1996, ISBN 0-521-57439-0.
- Numerical Recipes in C++. The Art of Scientific Computing. 2. Auflage. 2002, ISBN 0-521-75033-4.
- Numerical Recipes. The Art of Scientific Computing. 3. Auflage. 2007, ISBN 0-521-88068-8. (C++)

## Softwarelizenzierung
Der in den Büchern veröffentlichte Programmcode darf abgetippt und für ausschließlich private Zwecke verwendet werden. Für Programme, die veröffentlicht werden sollen, muss der Quellcode separat erworben werden. Es ist aber nur erlaubt, den Programmcode im kompilierten, binären Programmen zu verbreiten, in keinem Fall darf der Quellcode selber veröffentlicht werden. Für eine kommerzielle Nutzung des Programmcodes ist es zusätzlich notwendig, die Erlaubnis der Autoren einzuholen.
Diese sehr restriktive Lizenzierung führt dazu, dass der Numerical-Recipes-Quellcode in Software, die nach der GPL- oder ähnlicher Lizenz veröffentlicht wird, nicht verwendet werden kann. Dies hat mitunter zu heftiger Kritik geführt.
Eine freie Alternative stellt die GNU Scientific Library dar.